# 盛姬
盛姬（？—？），姬姓，西周郕国人，郕叔武的后裔，嫁周穆王。
周穆王為盛姬築台，狀如壘璧，叫做重璧。盛姬遇風寒得疾，周穆王命人飛騎送浆，不久病逝。依王后之禮葬於轂丘之廟。關於盛姬之事蹟，詳見《穆天子傳》第六卷。